# Malik Harris
Malik Harris  (født 27. august 1997) er en tysk sanger. Han har repræsenteret Tyskland ved Eurovision Song Contest 2022 i Torino med sangen "Rockstars" og kom på en sidsteplads i finalen.